# Nikołaj Fieodorow
Nikołaj Jefimowicz Fieodorow, ros. Николай Ефимович Феодоров (ur. 13 sierpnia 1887 r. w Sankt Petersburgu, zm. 22 października 1966 r. w Paryżu) – rosyjski wojskowy (podpułkownik), oficer Rosyjskiej Armii Wyzwoleńczej, a następnie 1 Dywizji Piechoty Sił Zbrojnych Komitetu Wyzwolenia Narodów Rosji podczas II wojny światowej, emigracyjny działacz kombatancki.
W 1906 r. ukończył nikołajewski korpus kadetów, w 1909 r. Nikołajewską Szkołę Inżynieryjną, zaś w 1913 r. nikołajewską akademię inżynieryjną. Otrzymał stopień inżyniera wojskowego. Brał udział w I wojnie światowej jako inżynier dywizyjny 24 Dywizji Piechoty. Doszedł do stopnia podpułkownika. W czasie wojny domowej w Rosji służył w Armii Północno-Zachodniej gen. Nikołaja N. Judenicza. Na emigracji zamieszkał w Estonii. Pracował jako inżynier. Następnie przyjechał do Francji. W 1943 r. wstąpił do Rosyjskiej Armii Wyzwoleńczej (ROA). Od jesieni 1944 r. służył w 1 Dywizji Piechoty Sił Zbrojnych Komitetu Wyzwolenia Narodów Rosji. Pod koniec wojny uczestniczył w walkach powstańczych w Pradze. W 1963 r. stanął na czele Stowarzyszenia Byłych Absolwentów Nikołajewskiej Akademii Inżynieryjnej. Był też członkiem Związku Rosyjskich Korpusów Kadetów.